# 孖竹
孖竹（学名：Neosinocalamus rectocuneatus）为禾本科慈竹属下的一个种。